# داكوتا ماير
داكوتا ماير (بالإنجليزية: Dakota Meyer)‏ هو خطيب ومؤلف أمريكي، ولد في 26 يونيو 1988 في كولومبيا في الولايات المتحدة.

## وصلات خارجية
- داكوتا ماير على موقع IMDb (الإنجليزية)